# Margno
Margno (Margn in dialetto valsassinese) è un comune italiano di 410 abitanti della provincia di Lecco in Lombardia.

## Geografia fisica
Margno si trova ai piedi del Monte Muggio e il Cimone di Margno, in alta Valsassina.
Nel territorio comunale si trova il Pian delle Betulle.

## Storia
In epoca medievale, il territorio di Margno costituiva un feudo dell'arcivescovo di Milano e disponeva di una rocca, situata in località Bagnala.
Nel XVI secolo Margno si trovò a far parte dei territori conquistati dal Medeghino.
Nel 1647 alla famiglia Monti venne concesso l'infeudamento di Margno.

## Monumenti e luoghi d'interesse

### Architetture religiose

#### Parrocchiale di San Bartolomeo
Risalente al XV secolo ma rimaneggiata e ampliata nei successivi fino alla metà del XIX, la chiesa si presenta oggi con una facciata neogotica progettata da Giuseppe Balzaretto. La chiesa è dotata di un campanile datato 1666, costruito nello stesso secolo in cui vennero realizzati gli stucchi che decorano l'interno della parrocchiale, i quali fungono da ornamento a una serie di affreschi di epoche differenti. Tra i dipinti, opere di Luigi Tagliaferri e, sull'altarmaggiore, un polittico di scuola lombarda. Alla metà dell'Ottocento risalgono invece una serie di arredi realizzati in legno di noce da artigiani della zona: un pulpito, alcuni confessionali e un coro.

#### Altro
- Cappelle della Via Crucis (1765),[8] in stile barocco, collocate nella piazza della parrocchiale di San Bartolomeo[8][5].
- Oratorio di Santa Caterina d'Alessandria, in località Bagnala, eretto laddove un tempo si trovava un'antica chiesa parrocchiale[5].
- Chiesa della Madonna degli Alpini[5][9].

### Architetture civili e militari
- Resti di un forte medievale noto come La Bastia.[10]

## Società

### Evoluzione demografica
- 293 nel 1803[11]
- annessione a Taceno nel 1809[12]
- 361 nel 1853
- 695 nel 1931 dopo l'annessione di Crandola[13]
- 623 nel 1951

Abitanti censiti

## Infrastrutture e trasporti

### Impianti a fune
- Funivia del Pian delle Betulle[5][6]